# Playa de las Cañas
La playa de las Cañas está situada en el municipio español de Sorvilán, en la provincia de Granada, comunidad autónoma de Andalucía. Es una playa aislada, junto a la playa de Melicena.